# Vriesea patzeltii
Vriesea patzeltii är en gräsväxtart som beskrevs av Werner Rauh. Vriesea patzeltii ingår i släktet Vriesea och familjen Bromeliaceae. Inga underarter finns listade i Catalogue of Life.